# Pupalka
Pupalka (Oenothera) je na pěti kontinentech rozšířený rod kvetoucích rostlin. Je rozdělen do 145 druhů, které rostou převážně v mírném a subtropickém podnebném pásu. Do Evropy, a tudíž i do České republiky byly tyto rostliny introdukovány z východní Asie a hlavně z Ameriky, kde je největší počet druhů považován za původní.
Rostliny mohou vyrůstat v málo výživné a suché půdě, často si vybírají půdu narušenou lidskou činností nebo vlivy počasí, na svých neúrodných stanovištích většinou nemají konkurenci jiných rostlin.

## Popis
Jsou to jednoleté, dvouleté nebo vytrvalé byliny se stonky i bez stonků, bývají chlupaté nebo lysé a dorůstají do výšky od 10 cm do 300 cm. Kořeny mají různé, hrubé rostoucí kolmo dolů, vláknité rostoucí plytce, s oddenky nebo s prýty vyrůstajícími z rozrůstajících se kořenů postranních. Některé druhy mají listovou růžici, která před kvetením uvadá, jiné jen lodyhu porostlou střídavými listy, jež mohou být celistvé, zubaté nebo zpeřené, jejich čepele mají tvar podlouhlý, vejčitý nebo obvejčitý; palisty se u pupalek nevyskytují,
Symetrické květy se zpravidla dobře vyvinutou korunní trubkou vyrůstají v paždích horních listů a vytvářejí květenství klas nebo latu, případně vyrůstají jednotlivě. Mají spodní semeník tvořený čtyřmi plodolisty, ten je srostlý s číškou, která ve tvaru protáhlé trubičky semeník vysoko přerůstá; na konci nese čtyři čárkovitě kopinaté, dolů ohnuté kališní lístky barvy zelené, nažloutlé nebo červeně či fialově proužkované a dále čtyři tupě laločnaté korunní lístky barvy žluté, růžové, bílé nebo fialové. Tyčinek vyrůstajících ve dvou přeslenech je osm, vzácně jen čtyři, jejich prašníky se otevírají podélně, hodně lepivá pylová zrna jsou většinou spojena do vláken. Čtyřdílný semeník má převážně jen jednu dlouhou čnělku, která nese čtyřlaločnou bliznu.
K opylení se květy otevírají nejčastěji zvečera nebo brzy ráno, přenos pylu zajišťuje hmyz nebo dochází k samoopylení, častá je mezidruhová hybridizace. Plody jsou podlouhlé čtyřdílné pukavé tobolky otevírající se chlopněmi, obsahují 20 až 100 drobných lehkých semen bez endospermu.

## Ekologická interakce
Některé druhy okrasných pupalek (především pak Oenothera speciosa) mohou způsobovat hynutí dlouhozobek jako je Dlouhozobka svízelová. Příčinnou jsou trichomy v trubkových drážkách na dně květu, které mohou zachytit sosák dlouhozobky, která se pak nemůže uvolnit a uhyne vysílením.

## Taxonomie
V České republice se vyskytuje 24 druhů, některé z nich vznikly zaznamenanou hybridizací:
- pupalka ohnutá (Oenothera albipercurva) Renner ex Hudziok (Oe. ammophila × Oe. biennis)
- pupalka tečkovaná (Oenothera punctulata) Rostański et Gutte (Oe. biennis × Oe. pycnocarpa)
- pupalka červenostonká (Oenothera rubricaulis) Kleb.
- pupalka dvouletá (Oenothera biennis) L.
- pupalka Hölscherova (Oenothera hoelscheri) Renner ex Rostański
- pupalka chicagská (Oenothera pycnocarpa) G. F. Atk. et Bartlett
- pupalka Isslerova (Oenothera issleri) Renner ex Rostański
- pupalka klamná (Oenothera fallax) Renner
- pupalka korunkatá (Oenothera coronifera) Renner
- pupalka malokvětá (Oenothera parviflora) L.
- pupalka velkoplodá / missourská (Oenothera macrocarpa) Nutt.
- pupalka moravská (Oenothera moravica) V. Jehlík et Rostański
- pupalka nicí (Oenothera oakesiana) (A. Gray) S. Watson et J. M. Coult.
- pupalka nízká (Oenothera flava) (A. Nelson) Garrett
- pupalka ostrolistá (Oenothera acutifolia) Rostański
- pupalka pískomilná (Oenothera ammophila) Focke
- pupalka rudokališní (Oenothera glazioviana) Micheli
- pupalka růžová (Oenothera rosea) L’Hér. ex Ait.
- pupalka sivá (Oenothera tetragona) Roth
- pupalka slezská (Oenothera subterminalis) R. R. Gates
- pupalka šedozelená (Oenothera canovirens) E. S. Steele
- pupalka tuhá (Oenothera stricta) Ledeb. ex Link
- pupalka Victorinova (Oenothera victorinii) R. R. Gates et Catches.
- pupalka vrbolistá (Oenothera depressa) Greene [1]